# Henri II (roi de Castille)
Pour les articles homonymes, voir Henri et Henri II.
Henri de Trastamare, né le 13 janvier 1334 à Séville et mort le 29 mai 1379 à Santo Domingo de la Calzada, roi de Castille, était le fils bâtard d'Alphonse XI et de Leonor de Guzman et le demi-frère aîné de Pierre Ier de Castille le Cruel, auquel l'opposa la première guerre civile de Castille de 1351 à 1369.

## Origines
Quatrième des dix enfants illégitimes d'Alphonse XI et de Leonor de Guzmán (arrière-arrière-petite-fille d'Alphonse IX de León), Henri naît à l'Alcazar de Séville avec un frère jumeau, Fadrique Alphonse. Ils seront les premiers des enfants du couple à atteindre l'âge adulte. Son éducation est confiée à sa naissance à Rodrigo Álvarez de las Asturias, qui meurt l'année suivante et dont il hérite le comté de Noreña, ainsi que tous les biens. Son père lui accordera plus tard le comté de Trastamare, les terres de Lemos et Sarria, en Galice, et les villes de Cabrera et Ribera, qui constituaient un vaste et important patrimoine au nord-ouest de la péninsule. Il est le fondateur de la nouvelle dynastie sortie de la branche principale, celle de Bourgogne-Ivrée, la dynastie de Trastemare.

## Mort d'AlphonseXIet accession au trône dePierreIer
Tant qu'Alphonse XI est en vie, sa maîtresse obtient titres et privilèges en nombre exagéré pour les enfants qu'elle a eus du roi. Cela provoquera le mécontentement de nombreux nobles, en particulier la reine légitime, Marie de Portugal, mère du jeune héritier, le futur Pierre Ier le Cruel. Tous deux auront l'occasion de se venger lorsqu'Alphonse XI meurt subitement de la peste au siège de Gibraltar, en mars 1350. Le roi défunt n'avait même pas encore été enterré que nombre d'anciens partisans d'Éléonore de Guzmán et de ses enfants les mettaient déjà l'écart. Bien que ceux-ci aient conclu un accord avec le nouveau roi pour s'intégrer pacifiquement à sa cour, la situation est instable.
Henri et ses frères organisent de nombreuses rébellions dès le début du règne de leur demi-frère.
Afin de renforcer sa position, Henri épouse Jeanne Manuel de Villena, fille de Don Juan Manuel, seigneur de Villena, le plus puissant des nobles du royaume. En 1351, le monarque (ou son conseiller Juan Alfonso de Alburquerque, un homme de confiance de Marie de Portugal), convaincu que la maîtresse de son défunt père est l'instigatrice des soulèvements, ordonne qu'Éléonore soit emprisonnée, puis exécutée à Talavera de la Reina, sous les yeux de la reine et de son fils. Henri s'enfuit au Portugal mais, pardonné par Pierre Ier, il revient en Castille. Toutefois, il soutient la révolte des Asturies (1352) et ne se réconcilie avec son frère que pour se rebeller contre lui, au cours d'une longue et intermittente guerre, qui se termine dans un premier temps par sa fuite en France, où il entre au service de Jean II de France
Henri et ses hommes rejoignent ensuite l'armée de Pierre IV d'Aragon, en guerre avec la Castille (1358).
Au cours de ce conflit, il est vaincu et emprisonné à Nájera (1360). Libéré (avec l'aide de Juan Ramírez de Arellano, entre autres), il s'exile en France. À la tête de troupes castillanes, il entre au service des États du Languedoc moyennant dix mille florins par mois et participe en mars 1362, sous le commandement d'Arnoul d'Audrehem, au siège de la ville de Saugues, en Gévaudan, tombée entre les mains de "routiers" menés par Perin Boias. Le 3 juin 1362, il taille en pièces 1 200 autres routiers commandés par Bour de Breteuil (en) à Montpensier, dans le nord de l'Auvergne.
Henri est toutefois rappelé en Espagne pour aider le roi d'Aragon, de nouveau en conflit avec la Castille, contre la promesse d'un soutien pour détrôner Pierre Ier. L'attaque combinée d'Henri et de ses alliés castillans, aragonais et français (les mercenaires de Bertrand Du Guesclin) a réussi à expulser Pierre, qui se réfugie en Guyenne, alors tenue par les Anglais, d'où il prépare une nouvelle invasion de la Castille. Édouard, prince de Galles (dit le Prince noir), met à sa disposition d'importantes troupes de chevaliers et d'archers.

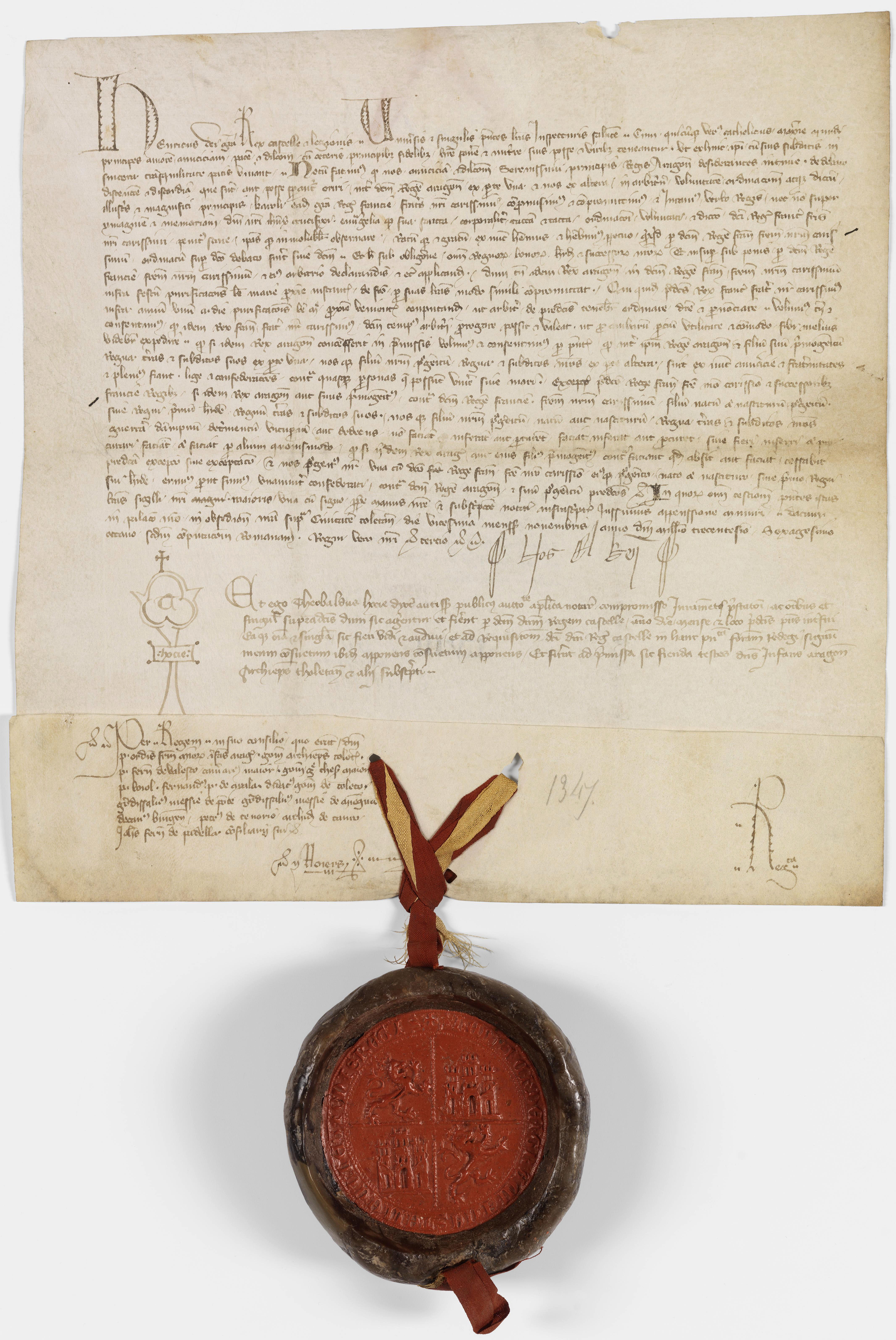
Promesse du roi de Castille et Leon Henri de Trastamare, de se conformer à l’arbitrage du roi de France rendu sur son conflit avec le roi d’Aragon à Tolède en novembre 1368. Archives nationales J//603/60

## Accession au trône
En 1366, aidé par les Grandes Compagnies menées par Bertrand Du Guesclin, parmi lesquelles se trouvent Arnoul d'Audrehem, Guillaume Boitel et Olivier de Mauny, Henri envahit la Castille et se fait couronner roi à Burgos le 29 mars 1366. En contrepartie, il a dû accorder à ses alliés titres et richesses sans mesure, en guise de paiement pour l'aide reçue, ce qui lui vaudra le surnom de "la Mercedes".
Battu à Nájera l'année suivante, il se replie en Aquitaine puis repasse les Pyrénées avec l'armée française. La plupart des villes de Vieille-Castille lui ouvrent leurs portes. Le 14 mars 1369, le capitaine français Pierre le Bègue de Villaines capture son demi-frère le roi Pierre Ier le Cruel pendant le siège du château de Montiel près de Ciudad Real. Après s'être précipité dans la tente de l'état-major français où Pierre est prisonnier, Henri taillade le visage de son frère puis le fait décapiter après que celui-ci eut tenté de le poignarder avec une arme cachée dans ses vêtements, le 23 mars 1369. Henri fait promener la tête de Pierre au bout d'une pique devant les cités dont il veut reprendre possession.

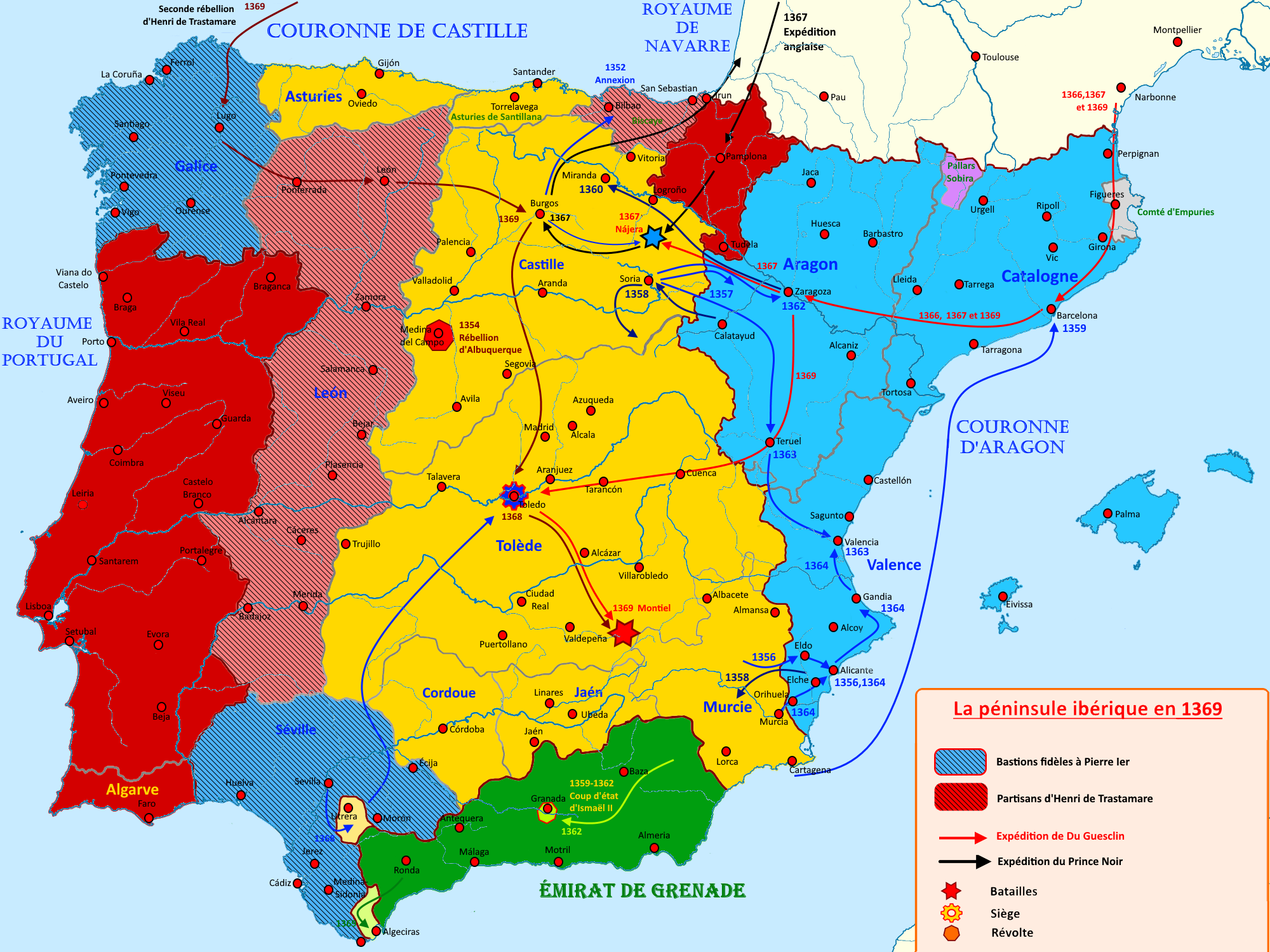
La guerre civile castillane

## Règne

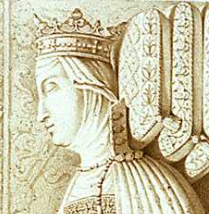
Juana Manuel.

Henri commence la pacification de ses États. Il demeure fidèle à la France et au roi Charles V et lui assure un soutien militaire durant la guerre de Cent Ans. En 1372, sa flotte, conduite par l'amiral Ambrosio Boccanegra, remporte une brillante victoire à La Rochelle, qui enlève aux Anglais la maîtrise des mers et accélère considérablement la reconquête par Charles V du territoire laissé aux Anglais au traité de Brétigny. Il fait la guerre au Portugal, allié de l'Angleterre, et bat le roi Ferdinand Ier de Portugal, puis Jean de Gand, duc de Lancastre, marié à l’infante Constance de Castille, fille de Pierre Ier. Il mène par ailleurs une politique de rigueur religieuse qui annonce l'Inquisition.
Henri II récompense ses alliés mais sait aussi défendre les intérêts du royaume de Castille-et-León. Il refuse ainsi au roi d'Aragon toutes les cessions territoriales qu'il lui avait promises dans des temps difficiles. En politique intérieure, il commence la reconstruction du royaume : protecteur des Juifs, qu'il avait pourtant lui-même persécutés dans la guerre civile, il accélère la transformation de l'administration royale et convoque de nombreux tribunaux. Il a également incorporé le domaine de Biscaye au domaine royal après le décès de son frère, Tello de Castille.

## Décès
Henri II meurt empoisonné le 29 mai 1379 à Santo Domingo de la Calzada par les hommes du roi Charles II de Navarre dit « Le Mauvais » (alors ennemi des Français et allié des Anglais). Son fils Jean lui succède.

## Unions et descendance
Il épouse le 27 juillet 1350, Jeanne, héritière d'une branche mineure de la famille royale de Castille, fille du célèbre mécène et écrivain Jean Manuel de Villena et de Blanca Núñez de Lara. Le couple a trois enfants :
- Jean (1358 † 1390), futur roi sous le nom de Jean Ier ;
- Éléonore (1362 † 1415), mariée à Charles III de Navarre ;
- Jeanne (1367 † 1374).

Henri II, qui multiplie les aventures, aura par ailleurs de très nombreux enfants illégitimes, dont certains sont mentionnés dans son testament en date du 29 mai 1374.
D'Elvira Iniguez, il a :
- Alphonse (1355 † vers 1400), Ier comte de Gijón et de Noreña, seigneur de Cabrera et Ribera de Ribadesella, Villaviciosa, Nava, Laviana, Cudillero, Luarca et Pravia, las dos Babias et la terre d'Argüellos ;
- Jeanne (1367 † ?), que son père mentionne dans son testament, où il précise que si elle n'épouse pas Pierre d'Aragon, IIe marquis de Villena (1362 † 1385), fils d'Alphonse Le Vieux d'Aragon, avec lequel elle était fiancée, elle pourra héritier d'Urueña.

De Béatrice Ponce de Leon, sa cousine, il a :
- Fadrique (1360-1394), fait duc de Benavente par son père, il meurt en prison à Almodóvar del Río en 1394. Il entretenait une relation amoureuse avec sa cousine germaine Éléonore Sanchez de Castille, fille illégitime de Sanche de Castille, Ier comte d'Albuquerque, dont il eut une fille, Éléonore.
- Béatrice († 1409), mariée en 1390 avec Juan Alonso Pérez de Guzmán, IVe seigneur de Sanlúcar de Barrameda et Ier comte de Niebla ; elle prit ensuite le voile au monastère Saint-Clément de Séville, où elle fut enterrée.

De Leonor Alvarez, dame de Dueñas :
- Leonor, dame de Los Leones ;

De Béatrice Fernandez :
- Ferdinand (1365 † 1438), seigneur de la moitié de Dueñas, par donation de sa demi-sœur Leonor. Il alla vivre au Portugal durant le règne de Jean Ier, qui le fit Ier seigneur de las Alcáçovas. Marié en 1406 avec Leonor Sarmiento, fille de Diego Pérez Sarmiento, seigneur de Villamayor, et Mencía de Castro, dont il eut Isabelle, qui épousa Afonso Álvares Rangel, et Ferdinand, marié avec Branca de Melo, dame de Barbacena, avec postérité.
- Marie (1375 † vers 1393), Ire dame de Villas alcarreñas de realengo de Cogolludo et Loranca de Tajuña, d'El Vado, Colmenar et El Cardoso dans la province actuelle de Guadalajara, et de la moitié du Real de Manzanaresde, mariée avec Diego Hurtado de Mendoza, Xe seigneur de Mendoza, amiral de Castille et mayordomo mayor du roi Jean II de Castille .

De Jeanne de Carcamo :
- Isabelle († vers 1420), mariée à Gonzalo Núñez de Guzmán, mariage annulé par le pape Clément VII ; elle prit ensuite le voile au couvent de Santa Clara la Real à Tolède, dont elle devint abbesse et où elle fut enterrée ;
- Inés († vers 1443), comme sa sœur Isabelle, elle prit le voile au couvent de Santa Clara la Real à Tolède, dont elle devint abbesse et où elle fut enterrée ;

De Jeanne, dame de Cifuentes :
- Jeanne, qui épousa l'infant Denis de Portugal, fils de Pierre Ier et d'Inés de Castro et fut enterrée au monastère de Guadalupe.

De Jeanne de Sousa, une dame de Cordoue :
- Henri (1377 † 1404), Ier duc de Cabra et de Medina Sidonia, seigneur de Morón, Alcalá de los Gazules, Portillo et Aranda de Duero ; sans descendance, enterré dans la cathédrale de Cordoue.

De mères inconnues :
- Pierre († 1366), mort en tombant d'une fenêtre de l'alcazar de Ségovie, enterré dans la cathédrale de la ville ;
- Constance, fiancée initialement avec l'infant Denis de Portugal, elle épousera finalement le frère de celui-ci, l'infant Jean de Portugal ; elle héritera de la villa d'Alba de Tormes, dont elle fut la dame.

## Armoiries
Selon l'Armorial de Gelre (Folio 60v, Henri II, Roi de Castille et de Léon), son blason prenait la forme suivante :
| Figure | Blasonnement |
|        | Ecartelé : I et IV, de gueules, au châtelet à trois tours d'or ouvertes d'argent (Castille) ; II et III, d'argent, au lion pourpre, couronné d'or, lampassé de gueules (Léon). Cimier : Un griffon issant d'or. |

| Figure | Blasonnement |
|        | Blason corrigé : Ecartelé : I et IV, de gueules, au châtelet à trois tours d'or ouvertes d'azur (Castille) ; II et III, d'argent, au lion pourpre, couronné, armé et lampassé de d'or (Léon). |